# Diccionario Enciclopédico Gaspar y Roig
El Diccionario Enciclopédico Gaspar y Roig es un diccionario en español perteneciente a la colección «Biblioteca ilustrada de Gaspar y Roig».
Su título completo es Diccionario enciclopédico de la lengua española: con todas las voces, frases, refranes y locuciones usadas en España y las Américas españolas...; por una sociedad de personas especiales en las letras, las ciencias y las artes: Augusto Ulloa... et al.; revisado por Domingo Fontan [et al.]; ordenado por Nemesio Fernández Cuesta, Madrid : Imprenta y Librería de Gaspar y Roig, 1853, 2 vol. (primero A-fyt de 1058 p.; segundo G-zype de 1393 p. ); 32 cm, colección "Biblioteca ilustrada de Gaspar y Roig"
Esta es la primera edición. Este diccionario tuvo gran aceptación y se reimprimió en varias ocasiones (1858, 1864, 1870...).
Existe una edición facsímil publicada por la Real Academia Española en 2001.